# حي الفلاح (الرياض)
حي الفلاح هو حي من أحياء الرياض يقع في شمالها.

## تحديد الموقع
مخرج سبعة على طريق عثمان بن عفان
1- الجامعة العربية المفتوحة
2- جامعة الأمام محمد بن سعود الإسلامية
3- فندق مداريم كراون 
4- قاعة الكبرى للأحتفالات
5- جامع الفلاح 
6- المدرسة العالمية للجنسيات المتعددة (Multinational school)
7 - جامعة ومدارس دار العلوم
8 - جامع دار العلوم
9 -وزارة الحج والعمرة